# Nierembergia
Genre
Classification APG III (2009)
Nierembergia est un genre de plantes de la famille des Solanacées originaire d'Amérique.

## Description
Les espèces du genre sont des plantes herbacées ou légèrement buissonnantes, de petite taille, vivaces (en l'absence de gel) et à feuillage en général persistant.
La fleur est solitaire. Elle présente un calice à cinq lobes, une corolle en entonnoir très évasé, et compte cinq étamines. Son ovaire est à deux loges, surmonté d'un long style terminé par deux stigmates.
Le fruit est une capsule renfermée dans le tube persistant du calice et contenant de nombreuses graines anguleuses.
Ce genre est très proche du genre Petunia dont il diffère par la corolle, tubulaire, avec un style très grêle et allongé et au sommet duquel les étamines sont attachées, dépassant ainsi largement la corolle.
Cette proximité, avec aussi les genres Bouchetia, Browallia, Calibrachoa et Leptoglossis entre autres, a entraîné une importante synonymie.

## Répartition et habitat
Les espèces de ce genre sont originaires des continents américains, du Mexique à l'Amérique du Sud. 

## Dénominations et systématique

### Position taxinomique et historique
Le genre Nierembergia fait partie de la sous-famille des Petunioideae.
Hipólito Ruiz López & José Antonio Pavón ont dédié ce genre à Juan Eusebio Nieremberg, jésuite espagnol du XVIIe siècle.
Une revue complète du genre est assurée par Michel Félix Dunal en 1852 : les principales espèces y sont énumérées. Le genre est classé alors ainsi : Tribus Solaneae, Subtribus Fabianeae.
Parallèlement, Otto Sendtner recense les principales espèces connues en Amérique du Sud dans le volume 10 de Flora brasiliensis
Une révision importante est publiée en 1941 par Aníbal Roberto Millán dans la revue Darwiniana, volume 5.
Quelques révisions sont apportées en 1993 et 1995 par Andrea A. Cocucci et Armando Theodoro Hunziker dans les revues Darwiniana et Lorentzia.

### Liste des espèces
La liste des espèces a été constituée à partir des index IPNI (International Plant Names Index) et Tropicos (Index du jardin botanique du Missouri), à la date d'août 2011.
Les espèces maintenues dans le genre sont en caractères gras :
- Nierembergia andina Millán (1941) : voir Nierembergia pulchella var. macrocalyx (Millán) A.A.Cocucci & Hunz.
- Nierembergia angustifolia Kunth (1818)
  - Nierembergia angustifolia var. filicaulis (Lindl.) Hassl. (1909) : voir Nierembergia filicaulis Lindl.
  - Nierembergia angustifolia var. frutescens (Durieu) Kuntze (1898) : voir Nierembergia scoparia Sendtn.
  - Nierembergia angustifolia var. intermedia Hassl. (1911) : voir Nierembergia aristata D.Don in Sweet
- Nierembergia anomala Miers (1846) : voir Bouchetia anomala (Miers) Britton & Rusby
  - Nierembergia anomala var. uniflora Dunal (1852) : voir Nierembergia miersiana Sendtn.
- Nierembergia aristata D.Don (1835) - synonymes : Nierembergia prostrata Millán, Nierembergia rigida Miers
  - Nierembergia aristata var. montana Griseb. - synonyme : Nierembergia hippomanica var. montana (Griseb.) Millán
  - Nierembergia aristata var. stricta (Miers) Griseb. (1879) : voir Nierembergia stricta Miers
- Nierembergia atkinsiana Sweet (1834) : voir Petunia ×atkinsiana (Sweet) D. Don ex W. H. Baxter (Petunia axillaris × Petunia integrifolia)
- Nierembergia boliviana Millán (1941) : voir Nierembergia pulchella var. macrocalyx (Millán) A.A.Cocucci & Hunz.
- Nierembergia browallioides Griseb. (1874) - synonymes : Nierembergia graveolens var. grandifolia Kuntze, Nierembergia parodii Millán
- Nierembergia calycina Hook. (1834)
- Nierembergia canescens Millán (1941) : voir Nierembergia pulchella var. macrocalyx (Millán) A.A.Cocucci & Hunz.
- Nierembergia catamarcensis Millán (1941) : voir Nierembergia pulchella var. macrocalyx (Millán) A.A.Cocucci & Hunz.
- Nierembergia coerulea Gillies ex Miers (1846) : voir Nierembergia hippomanica var. coerulea (Gillies ex Miers) Millán
- Nierembergia coulteri (A. Gray) Hemsl. (1882) - synonymes : Leptoglossis coulteri A.Gray, Hunzikeria coulteri (A.Gray) D'Arcy
- Nierembergia ericoides Miers (1846)
  - Nierembergia ericoides var. tandilensis Millán (1941) : voir Nierembergia tandilensis (Kuntze) Cabrera
- Nierembergia espinosae Steyerm. (1964)
- Nierembergia famatinensis Millán (1941) : voir Nierembergia pulchella var. macrocalyx (Millán) A.A.Cocucci & Hunz.
- Nierembergia filicaulis Lindl. (1833) - synonymes : Nierembergia angustifolia var. filicaulis (Lindl.) Hassl., Siphonema filicaulis (Lindl.) Raf.
- Nierembergia frutescens Durieu (1866) : voir Nierembergia scoparia Sendtn.
- Nierembergia fruticosa hort. (1895)
- Nierembergia gracilis Hook. (1831)
  - Nierembergia gracilis var. crozyana Van Houtte (1859)
  - Nierembergia gracilis var. guaranitica Millán (1941)
- Nierembergia grandiflora Millán (1941) : voir Nierembergia pulchella var. macrocalyx (Millán) A.A.Cocucci & Hunz.
- Nierembergia graveolens A. St.-Hil. (1824)
  - Nierembergia graveolens var. grandifolia Kuntze (1898) : Nierembergia browallioides Griseb.
  - Nierembergia graveolens var. tandilensis Kuntze (1898) : voir Nierembergia tandilensis (Kuntze) Cabrera
- Nierembergia hatschbachii A.A.Cocucci & Hunz. (1993)
- Nierembergia hippomanica Miers (1846)
  - Nierembergia hippomanica var. coerulea (Gillies ex Miers) Millán (1941) - synonyme : Nierembergia coerulea Gillies ex Miers
  - Nierembergia hippomanica var. crispa Millán (1941)
  - Nierembergia hippomanica var. densa Millán (1941)
  - Nierembergia hippomanica var. dubia Millán (1941)
  - Nierembergia hippomanica var. elata Millán (1941)
  - Nierembergia hippomanica var. glabriuscula Dunal (1852) : voir Nierembergia linariifolia var. glabriuscula (Dunal) A.A.Cocucci & Hunz.
  - Nierembergia hippomanica var. mesopotamica Millán (1941)
  - Nierembergia hippomanica var. montana (Griseb.) Millán (1941) : voir Nierembergia aristata var. montana Griseb.
  - Nierembergia hippomanica var. pampeana Millán (1941) : voir Nierembergia linariifolia var. pampeana (Millán) A.A.Cocucci & Hunz.
  - Nierembergia hippomanica var. pinifolioides Millán (1941) : voir Nierembergia linariifolia var. pinifolioides (Millán) A.A.Cocucci & Hunz.
  - Nierembergia hippomanica var. rubricaulis Millán (1941)
  - Nierembergia hippomanica var. scabrido-pilosa Dunal (1852)
  - Nierembergia hippomanica var. typica Millán (1941)
  - Nierembergia hippomanica var. violacea Millán (1941)
- Nierembergia intermedia Graham (1833) : voir Calibrachoa linearis (Hook.) Wijsman
- Nierembergia linariifolia Graham (1831)
  - Nierembergia linariifolia var. glabriuscula (Dunal) A.A.Cocucci & Hunz. (1995) - synonyme :  Nierembergia hippomanica var. glabriuscula Dunal
  - Nierembergia linariifolia var. pampeana (Millán) A.A.Cocucci & Hunz. (1995) – synonyme : Nierembergia hippomanica var. pampeana Millán
  - Nierembergia linariifolia var. pinifolioides (Millán) A.A.Cocucci & Hunz. (1995) – synonyme : Nierembergia hippomanica var. pinifolioides Millán
- Nierembergia linifolia Miers (1846) : voir Leptoglossis linifolia (Miers) Jackson
- Nierembergia longistyla Millán (1941) : voir Nierembergia pulchella var. macrocalyx (Millán) A.A.Cocucci & Hunz.
- Nierembergia macrocalyx Millán (1941) : voir Nierembergia pulchella var. macrocalyx (Millán) A.A.Cocucci & Hunz.
- Nierembergia micrantha Cabrera (1977)
- Nierembergia miersiana Sendtn. (1846)
- Nierembergia minima I.M.Johnst. (1924)
- Nierembergia montana Hieron. (1881)
- Nierembergia nana Gillies ex Miers (1846)
- Nierembergia parodii Millán (1941) : voir Nierembergia browallioides Griseb.
- Nierembergia patagonica Speg. (1897) : voir Petunia patagonica (Speg.) Millán
- Nierembergia petiolata Gay (1849) : voir Nierembergia repens Ruiz & Pav.
- Nierembergia petunioides Dunal (1852) : voir Browallia americana L.
- Nierembergia phoenicea D.Don (1833) : voir Petunia integrifolia (Hook.) Schinz & Thell.
- Nierembergia pilosa Millán (1941) : voir Nierembergia pulchella var. macrocalyx (Millán) A.A.Cocucci & Hunz.
- Nierembergia pinifolia Miers (1846)
- Nierembergia procumbens Benth. & Hook. f. (1876)
- Nierembergia prostrata Millán (1941) : voir Nierembergia aristata D.Don
- Nierembergia prunellifolia Dunal (1852) : voir Stenandrium dulce (Cav.) Nees
- Nierembergia pubescens Spreng. (1825) : voir Petunia pubescens (Spreng.) R.E.Fr.
- Nierembergia pulchella Miers (1846)
  - Nierembergia pulchella var. longistyla (Millán) A.A.Cocucci & Hunz. (1995)
  - Nierembergia pulchella var. macrocalyx (Millán) A.A.Cocucci & Hunz. (1995) – synonyme : Nierembergia macrocalyx Millán
- Nierembergia punicea Sendtn. (1846) : voir Petunia integrifolia (Hook.) Schinz & Thell.
- Nierembergia repens Ruiz & Pav. (1799) - synonymes : Nierembergia rivularis Miers, Nierembergia spathulata Kunth, Nierembergia steubelii Hieron. ex Francey
- Nierembergia rigida Miers (1846) : voir Nierembergia aristata D.Don
- Nierembergia riograndensis Hunz. & A.A.Cocucci (1993)
- Nierembergia rivularis Miers (1846) : voir Nierembergia repens Ruiz & Pav.
- Nierembergia scoparia Sendtn. (1846) - synonyme : Nierembergia frutescens Durieu
  - Nierembergia scoparia var. breviflora Millán (1941)
  - Nierembergia scoparia var. glaberrima Millán (1941)
  - Nierembergia scoparia var. longipedicellata Millán (1941)
- Nierembergia spathulata Kunth (1818) : voir Nierembergia repens Ruiz & Pav.
  - Nierembergia spathulata var. pilosella Dunal (1852) : voir Nierembergia repens Ruiz & Pav.
- Nierembergia staticaefolia Sendtn. (1846) : voir Bouchetia anomala (Miers) Britton & Rusby
- Nierembergia steubelii Hieron. ex Francey (1937) : voir Nierembergia repens Ruiz & Pav.
- Nierembergia stricta Miers (1846) - synonyme : Nierembergia aristata var. stricta (Miers) Griseb.
- Nierembergia subdentata Meyen (1843) : voir Epilobium subdentatum (Meyen) Lievens & Hoch
- Nierembergia tandilensis (Kuntze) Cabrera (1965) - synonymes : Nierembergia ericoides var. tandilensis Millán, Nierembergia graveolens var. tandilensis Kuntze
- Nierembergia tucumanensis Millán (1941)
- Nierembergia veitchii Berk. ex Hook. (1866)
- Nierembergia viscidula Kunth (1825) : voir Calibrachoa parviflora (Juss.) D'Arcy
- Nierembergia viscosa Torr. (1859)
- Nierembergia vivacissima Millán (1941) : voir Nierembergia pulchella var. macrocalyx (Millán) A.A.Cocucci & Hunz.